# Cà ri dê
Cà ri dê (tiếng Mã Lai: kari kambing, tiếng Indonesia: kari kambing hoặc gulai kambing) là món cà ri được chế biến từ thịt dê, có nguồn gốc từ tiểu lục địa Ấn Độ và Đông Nam Á. Đây là món ăn chủ yếu trong ẩm thực Đông Nam Á, ẩm thực Caribbean và ẩm thực tiểu lục địa Ấn Độ. Ở Đông Nam Á, món ăn này được mang đến bởi những người Ấn Độ di cư trong khu vực, và sau đó đã ảnh hưởng đến nền ẩm thực địa phương. Món ăn này đã lan rộng khắp vùng Caribbean và cả vùng Ấn Độ - Caribbean di cư ở Bắc Mỹ và Châu Âu.

## Biến tấu khu vực

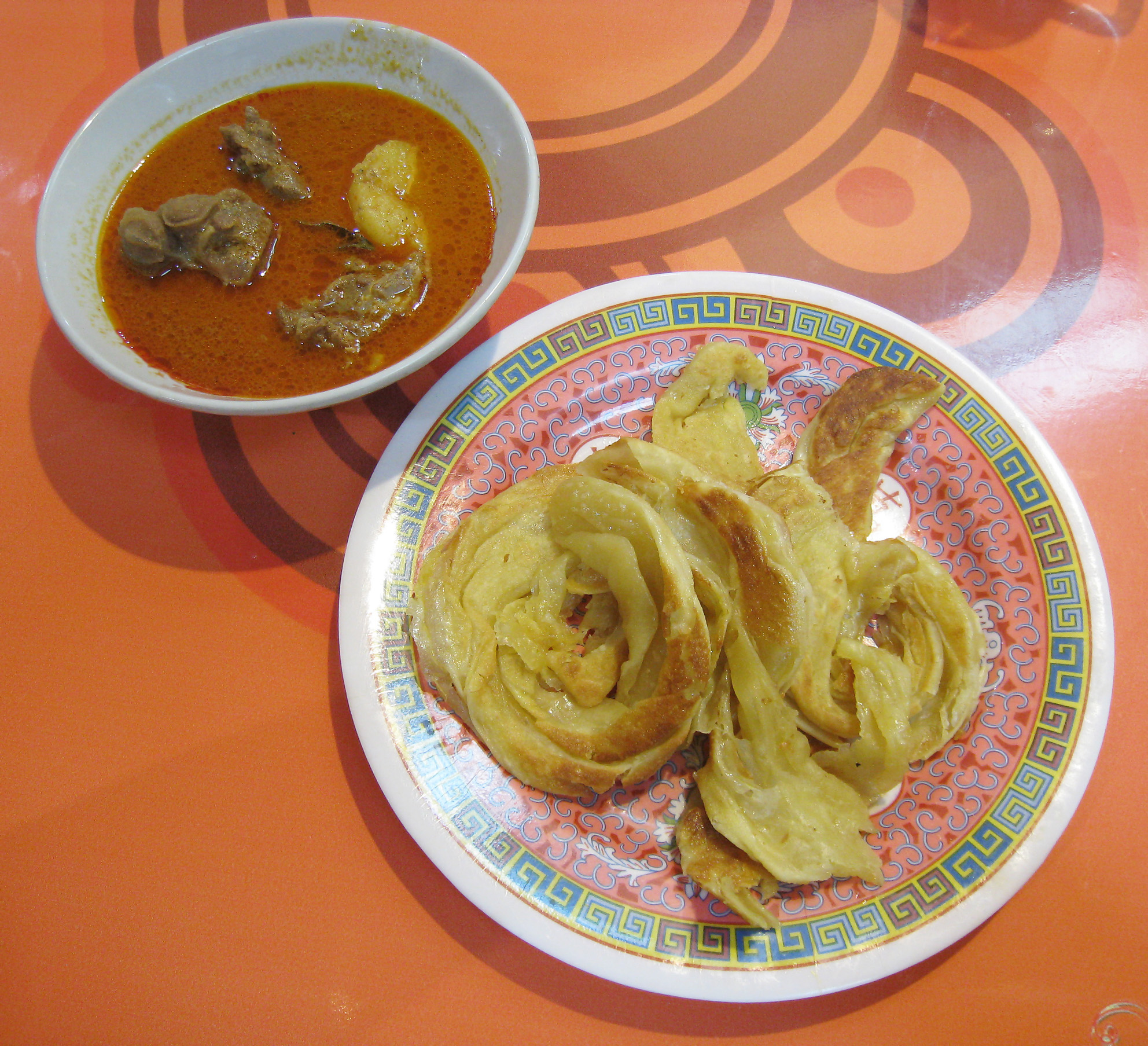
Roti cane phục vụ kèm kari kambing (cà ri thịt dê và khoai tây), tại một Nhà hàng Aceh, Indonesia.

Ở Indonesia, món ăn này được gọi là kari kambing, và thường được ăn kèm với bánh mì lát roti cane hoặc cơm hấp. Kare hay kari (cà ri) là món ăn chịu ảnh hưởng của Ấn Độ thường được thấy ở Indonesia, Malaysia và Singapore. Cà ri dê phổ biến trong cộng đồng Hồi giáo ở khu vực.
Cà ri dê là một món ăn được làm trong những dịp đặc biệt ở Ấn Độ, Bangladesh, Pakistan và Nepal. Thịt dê là một loại thịt phổ biến được lựa chọn đối với những giáo hữu Ấn Độ giáo vì họ không ăn thịt bò và đối với những người theo đạo Hồi vì họ không ăn thịt lợn, vì vậy nó là một sự lựa chọn tốt. Loại đồ ăn này cũng là một món ăn phổ biến trong các bữa tiệc ở Jamaica, và tại một "buổi khiêu vũ lớn", một người thông thạo hoặc "chuyên gia" địa phương thường được mời đến để nấu chúng. Chúng có hương vị nêm với hỗn hợp gia vị đặc trưng của phong cách nấu ăn Indo-Jamaica và ớt Scotch bonnet; chúng hầu như luôn được phục vụ chung với cơm, dal bhat hoặc roti. Trong các nhà hàng ở Bắc Mỹ và châu Âu, món ăn phụ Caribbean phổ biến khác như chuối nấu ăn rán có thể được phục vụ như một loại đồ ăn đệm. Có nhiều cách chế biến món ăn, bao gồm sử dụng thịt cừu khi không có thịt dê, hoặc rán với khoai tây.
Món ăn phổ biến trong lễ Eid al-Adha, đó là khi một con dê bị hiến tế bởi những người Indo-Caribbeans theo đạo Hồi.
Ở Anh, lễ hội carnival ở St Pauls, Bristol và Notting Hill, Luân Đôn cùng với các sự kiện văn hóa vùng Caribbean khác thường có cà ri dê cũng như các món ăn khác trong vùng.